# Downton (Hampshire)
Downton – osada w Anglii, w hrabstwie Hampshire. Leży 40 km na południowy zachód od miasta Winchester i 135 km na południowy zachód od Londynu.